# Какво харесвам в теб
„Какво харесвам в теб“ (на английски: What I Like About You) е американски ситком, създаден от Уил Калхун и Дан Шнайдер, излъчен по The WB от 20 септември 2002 г. до 24 март 2006 г. с продължителност от четири сезона и 86 епизода.

## Актьорски състав
- Аманда Байнс – Холи Тайлър
- Джени Гарт – Валъри Тайлър „Вал“
- Саймън Рекс – Джеф Кембъл
- Уесли Джонатан – Гари Троп
- Лесли Гросман – Лорън
- Майкл МакМилииан – Хенри Гибсън
- Ник Зано – Винс
- Алисън Мън – Тина Хейвън

## В България
В България сериалът е излъчен през 2006 г. по bTV. През 2011 г. започва повторно излъчване по Fox Life. Ролите се озвучават от Здрава Каменова, Вилма Карталска, Тодор Николов, Христо Бонин (в първи и втори сезон) и Димитър Иванчев (в трети и четвърти сезон).